# Pohlia subannulata
Pohlia subannulata är en bladmossart som beskrevs av Brotherus 1903. Pohlia subannulata ingår i släktet nickmossor, och familjen Bryaceae. Inga underarter finns listade i Catalogue of Life.